# Volta a Llombardia 1910
La Volta a Llombardia 1910 fou la 6a edició de la Volta a Llombardia. Aquesta cursa ciclista organitzada per La Gazzetta dello Sport es va disputar el 6 de novembre de 1910 amb sortida a Milà i arribada a Sesto San Giovanni després d'un recorregut de 232 km. 

La competició fou guanyada per l'italià Giovanni Micheletto, de l'equip Stucchi, per davant dels seus compatriotes Luigi Ganna (Atala-Continental) i l'individual Luigi Bailo

## Desenvolupament
El ritme inicial el marquen Lapize, Dortignacq i Luigi Azzini unint-se'ls Ganna, Tibiletti, Micheletto i Omer Beaugendre. A la meitat del recorregut queden al capdavant Lapize, Ganna, Bruschera, Cuniolo, Omer Beaugendre i Charpiot. En Bèrgam (km 190) abandona un hipotèrmic Lapize. Al final, Micheletto remunta posicions i venç en l'esprint final a Ganna. 

Ganna farà el seu darrer podi en la Volta a Llombardia. Una prova que no guanyarà mai tot i fer dos segons llocs i tres terceres posicions.

## Classificació general
|    | Ciclista            | Equip             | Temps      |
| -- | ------------------- | ----------------- | ---------- |
| 1  | Giovanni Micheletto | Stucchi           | 8h 35' 32" |
| 2  | Luigi Ganna         | Atala-Continental | m. t.      |
| 3  | Luigi Bailo         | Individual        | + 4' 00"   |
| 4  | Domenico Cittera    | Legnano           | + 6' 00"   |
| 5  | Carlo Galetti       | Atala-Continental | + 11' 00"  |
| 6  | Guido Matteoni      | Individual        | m. t.      |
| 7  | Emilio Chironi      | Otav-Pirelli      | + 21' 00"  |
| 8  | Luigi Azzini        | Legnano           | m. t.      |
| 9  | Battista Danesi     | Atala-Continental | + 25' 00"  |
| 10 | Giuseppe Dilda      | Individual        | + 30' 00"  |